# 東卡斯 (明尼蘇達州)
東卡斯（英語：East Cass）是位於美國明尼蘇達州卡斯縣的一個未組織地區。

## 地方資料
東卡斯的面積為93.44平方千米，當中陸地面積為85.49平方千米，而水域面積為7.95平方千米。根據2020年美國人口普查的數據，當地共有人口68人，而人口密度為每平方千米0.73人。